# Circuit de les Ardenes
El Circuit de les Ardenes (en francès Circuit des Ardennes International) és una cursa ciclista professional per etapes francesa que es disputa al departament de les Ardenes durant el mes de maig.
La primera edició es disputà el 1930 i des d'aleshores i fins a l'actualitat s'ha anat disputant amb algunes interrupcions destacables, de 1931 a 1952, de 1964 a 1976 i de 1989 a 1999. Fins al 2004 la cursa fou amateur. Des de la creació dels Circuits continentals de ciclisme, el 2005 forma part de l'UCI Europa Tour, dins la categoria 2.2.

## Palmarès
| Ay        | Vencedor            | Segon               | Tercer                |
| --------- | ------------------- | ------------------- | --------------------- |
| 1930      | Albert Barthélémy   | Georges Marienne    | Alfred Mottard        |
| 1931-1950 | No disputada        | No disputada        | No disputada          |
| 1951      | Jacques Michel      | Fortunato Previtali | Jean Mage             |
| 1952      | André Geneste       | Elie Marsy          | Albert Platel         |
| 1953      | Albert Platel       | Louis Deprez        | Rollin                |
| 1954      | Louis Deprez        | Ernest Menage       | Guido Anzile          |
| 1955      | Eugène Tamburlini   | Louis Deprez        | Joseph Groussard      |
| 1956      | Bruno Modenese      | Henri Wasilewski    | Jean Gosselin         |
| 1957      | Édouard Delberghe   | Robert Pallu        | Joseph Wasko          |
| 1958      | Bruno Modenese      | René Ostertag       | Arthur Bihannic       |
| 1959      | Robert Pallu        | Georges Dubois      | Maurice Munter        |
| 1960      | André Geneste       | Marcel Hocquaux     | Yves Pichon           |
| 1961      | Noël Chavy          | Arthur Bihannic     | Jean Mossello         |
| 1962      | John Geddes         | Roger Bardiaux      | Emmanuel Crenn        |
| 1963      | Marcel Hocquaux     | Joseph Wasko        | Robert Fuhrel         |
| 1964-1976 | No disputada        | No disputada        | No disputada          |
| 1977      | Christian Calzati   | Dudley Hayton       | Edgard Chollier       |
| 1978      | Daniel Yon          | Guy Bricnet         | Philippe Miotti       |
| 1979      | Daniel Leveau       | Anthony Doyle       | Michel Riou           |
| 1980      | Zdenek Bartonicek   | Ignace Planckaert   | Greg LeMond           |
| 1981      | Michal Klasa        | Milos Hrazdira      | Jérôme Simone         |
| 1982      | Milan Jurčo         | Jiří Škoda          | Sergej Sukhanov       |
| 1983      | Bruno Wojtinek      | Daniel Maquet       | Malcolm Elliott       |
| 1984      | Heinz Imboden       | Hans-Joachim Pohl   | Davis Phinney         |
| 1985      | Mario Hernig        | Peter Harings       | Petar Petrov          |
| 1986      | Roman Kreuziger     | Michael Stuck       | Nentcho Stajkov       |
| 1987      | Laurent Pillon      | Nentcho Stajkov     | Petar Petrov          |
| 1988      | Dimitri Zhdanov     | Viatxeslav Iekímov  | Dmitrij Neljubin      |
| 1989-1999 | No disputada        | No disputada        | No disputada          |
| 2000      | Jérôme Desjardins   | Pascal Pofilet      | Samuel Plouhinec      |
| 2001      | Cédric Loué         | Carlo Meneghetti    | Cédric Célarier       |
| 2002      | Nicolas Dumont      | José Medina         | Mads Kaggestad        |
| 2003      | Thomas Lövkvist     | Jussi Veikkanen     | Nicolas Dumont        |
| 2004      | Eduard Vorgànov     | Noan Lelarge        | Shinichi Fukushima    |
| 2005      | Florian Morizot     | Anders Lund         | Mathieu Perget        |
| 2006      | Sergej Kolesnikov   | Borut Božič         | David Arassus         |
| 2007      | Jérôme Coppel       | Nicolas Fritsch     | Bart Oegema           |
| 2008      | Jan Bakelants       | Brian Vandborg      | Dirk Müller           |
| 2009      | Dimitri Champion    | Romain Zingle       | Arthur Vichot         |
| 2010      | Mikhaïl Antónov     | Thomas Rostollan    | Florian Morizot       |
| 2011      | Gianni Meersman     | Laurent Pichon      | Andrej Solomennikov   |
| 2012      | Marek Rutkiewicz    | Russell Downing     | Viatcheslav Kuznetsov |
| 2013      | Riccardo Zoidl      | Markus Eibegger     | Christoph Pfingsten   |
| 2014      | Łukasz Wiśniowski   | Grega Bole          | Kristian Haugaard     |
| 2015      | Evaldas Šiškevičius | Julien Loubet       | Ignatas Konovalovas   |
| 2016      | Olivier Pardini     | Baptiste Planckaert | Reidar Borgersen      |
| 2017      | Jhonatan Narváez    | Maxime Vantomme     | Julien Antomarchi     |
| 2018      | Anthony Maldonado   | Cees Bol            | Jérémy Cornu          |
| 2019      | Alexander Kamp      | Andreas Leknessund  | Kobe Goossens         |
| 2020      | suspesa             | suspesa             | suspesa               |
| 2021      | Lucas Eriksson      | Leon Heinschke      | Matěj Zahálka         |
| 2022      | Lucas Eriksson      | Jordan Habets       | Oscar Onley           |
| 2023      | Mathias Bregnhøj    | Matěj Zahálka       | Thibaud Gruel         |
| 2024      | Joseph Blackmore    | Mathias Bregnhøj    | Tijmen Graat          |
| 2025      | Brady Gilmore       | Jarno Widar         | Patrick Frydkjær      |